# 长叶微孔草
长叶微孔草（学名：Microula trichocarpa）是紫草科微孔草属的植物，为中国的特有植物。分布在中国大陆的四川、陕西、青海、甘肃等地，生长于海拔2,400米至3,600米的地区，常生于山地林下、沟边及田边，目前尚未由人工引种栽培。

## 异名
- Microula trichocarpa (Maxim.) I. M. Johnst. var. lasiantha W. T. Wang
- Microula trichocarpa (Maxim.) I. M. Johnst. var. macrantha W. T. Wang